# Psyllaephagus smaragdinus
Psyllaephagus smaragdinus är en stekelart som först beskrevs av Hoffer 1963.  Psyllaephagus smaragdinus ingår i släktet Psyllaephagus och familjen sköldlussteklar. Inga underarter finns listade i Catalogue of Life.